# Nyitralaszkár
Nyitralaszkár (szlovákul Laskár) Nyitranovák városrésze Szlovákiában, a Trencséni kerületben, a Privigyei járásban.

## Fekvése
Privigyétőltól 8 km-re délnyugatra, a Nyitra bal oldalán fekszik. Nyitranovák központjától kb. 2 km-re északkeletre található.

## Története
1784-ben 24 háza és 208 lakosa volt.
A 18. század végén Vályi András így ír róla: „LASZKÁR. Tót falu Nyitra Várm. földes Ura G. Berényi Uraság, lakosai katolikusok, fekszik Nováknak szomszédságában, és annak filiája, legelője elég, réttye jó, gyűmöltsök sok terem, malma helyben, piatzozása Bajmóczon, és Privigyén.”
1831-ben 159 lakos élt a faluban.
Fényes Elek 1851-ben kiadott geográfiai szótárában így ír a faluról: „Laszkár, tót falu, Nyitra vmegyében, a Nyitra vize mellett: 175 kath. lak. Urasági kastély és kert; erdő, tehenészet. F. u. b. Braunecker özvegye. Ut. posta Privigye.”
Borovszky Samu monográfiasorozatának Nyitra vármegyét tárgyaló része szerint: „Laszkár, a Nyitra bal partján fekvő tót község, Kóstól délre. Lakosainak száma 219, vallásuk r. kath. Posta-, táviró- és vasúti állomása Nyitra-Novák. A XV. század elejéről származó okiratokban »Laszkafalva« néven szerepel. Itt van egy Tarnóczy Kázmér cs. és kir. kamarás tulajdonát képező várkastély és szép, regényes részletekben bővelkedő angol park. A kastély hajdan sánczokkal és vizárkokkal körülvett vár volt. A laszkári, bajmóczi és kesselőkői várak urai szükség esetén elzárták a völgyet a közös ellenség előtt és együtt védelmezték. Később, az Erdődyek alatt, az árkokat betemették, a megrongált várfalakat széthordták és egyik részét átalakították kastélynak, melynek falai még az emeleten is közel 2 méter vastagságuak. Most 24 szép kényelmes helyisége van, ezek közt egy freskókkal diszített nagy terem és egy csinos kápolna. Emeletén széles, nyitott, oszlopos erkély húzódik végig. Az uradalom és a kastély a Laszkáry családé volt, azután átment a Berényiek, majd a gr. Erdődyek birtokába, végre a báró Braunecker-családé lett és vásárlás útján került a jelenlegi tulajdonos atyjának kezébe.”
A trianoni diktátumig Nyitra vármegye Privigyei járásához tartozott.
1944-ben csatolták Nyitranovákhoz.

## Népessége
1880-ban 199 lakosából 185 szlovák, 9 német anyanyelvű és 5 csecsemő volt.
1910-ben 203-an lakták, ebből 195 szlovák, 6 magyar és 2 német anyanyelvű volt.

## Külső hivatkozások
- Nyitralaszkár a térképen

## Lásd még
- Nyitranovák
- Felsőlelóc